# Жабљак
Жабљак је град и сједиште истоимене општине у Црној Гори. Према попису из 2011. било је 1.723 становника.

## Име
Први словенски назив овог мјеста био је Варезина вода. То је због извора питке воде око којег се насеље и формирало. Касније је добио нови назив Ханови и у њему су се одмарали трговачки каравани. Име Жабљак потиче потиче од жаба које живе на локалитету Отоке и најављују прољеће сваке године. Званично је добио име 1870. године када је и постао дио Књажевине Црне Горе. Тада је и започета изградња цркве Св. Преображења. Општински одбор је 1935. одлучио да се место зове Александров-град, по почившем краљу.

## Природне одлике
Жабљак је насеље које се налази у подножју планине Дурмитор, са највишом надморском висином на Балкану, на око 1.450 метара у самом центру града. Oкружују га 23 планинска врха висине од преко 2.300 метара надморске висине.
Подземни водоток између Жабљачке ријеке и извора Бијелих врела, у кањону Таре, природна је ријеткост. Овај водоток протиче испод корита Таре, а извире са њене друге стране.

## Демографија
У насељу Жабљак живи 1.420 пунолетних становника, а просечна старост становништва износи 35,3 година (34,7 код мушкараца и 35,8 код жена). У насељу има 579 домаћинстава, а просечан број чланова по домаћинству је 2,97.
Становништво у овом насељу веома је хетерогено, а у последња три пописа, примећен је пораст у броју становника.
|  |

| Демографија | Демографија | Демографија |
| Година      | Становника  | Становника  |
| ----------- | ----------- | ----------- |
|             |             |             |
|             |             |             |
|             |             |             |
|             |             |             |
| 1948.       | 83          |             |
| 1953.       | 508         |             |
| 1961.       | 650         |             |
| 1971.       | 979         |             |
| 1981.       | 1.379       |             |
| 1991.       | 1.853       | 1.848       |
| 2003.       | 1.950       | 1.937       |
| 2011.       |             | 1.723       |
|             |             |             |

| Национални састав општине према попису из 2023. ‍ | Национални састав општине према попису из 2023. ‍ | Национални састав општине према попису из 2023. ‍ | Национални састав општине према попису из 2023. ‍ | Национални састав општине према попису из 2023. ‍ |
| ------------------------------------------------ | ------------------------------------------------ | ------------------------------------------------ | ------------------------------------------------ | ------------------------------------------------ |
|                                                  |                                                  |                                                  |                                                  |                                                  |
| Срби                                             | Срби                                             |                                                  | 1.548                                            | 52,64%                                           |
| Црногорци                                        | Црногорци                                        |                                                  | 1.248                                            | 42,43%                                           |
| Украјинци                                        | Украјинци                                        |                                                  | 10                                               | 0,34%                                            |
| непознато                                        | непознато                                        |                                                  | 88                                               | 2,99%                                            |

| Етнички састав према попису из 2003.‍ | Етнички састав према попису из 2003.‍ | Етнички састав према попису из 2003.‍ | Етнички састав према попису из 2003.‍ | Етнички састав према попису из 2003.‍ |
| ------------------------------------ | ------------------------------------ | ------------------------------------ | ------------------------------------ | ------------------------------------ |
|                                      |                                      |                                      |                                      |                                      |
| Срби                                 | Срби                                 |                                      | 913                                  | 47,13%                               |
| Црногорци                            | Црногорци                            |                                      | 903                                  | 46,61%                               |
| Хрвати                               | Хрвати                               |                                      | 2                                    | 0,10%                                |
| Југословени                          | Југословени                          |                                      | 2                                    | 0,10%                                |
| Словенци                             | Словенци                             |                                      | 1                                    | 0,05%                                |
| Немци                                | Немци                                |                                      | 1                                    | 0,05%                                |
| непознато                            | непознато                            |                                      | 0                                    | 0,0%                                 |

| \| \| м \| \| \| ж \| \| ? \| 2 \| \| \| 5 \| \| 80+ \| 7 \| \| \| 24 \| \| 75—79 \| 16 \| \| \| 22 \| \| 70—74 \| 22 \| \| \| 25 \| \| 65—69 \| 36 \| \| \| 39 \| \| 60—64 \| 38 \| \| \| 57 \| \| 55—59 \| 48 \| \| \| 46 \| \| 50—54 \| 70 \| \| \| 54 \| \| 45—49 \| 70 \| \| \| 67 \| \| 40—44 \| 94 \| \| \| 84 \| \| 35—39 \| 76 \| \| \| 64 \| \| 30—34 \| 43 \| \| \| 64 \| \| 25—29 \| 70 \| \| \| 56 \| \| 20—24 \| 68 \| \| \| 84 \| \| 15—19 \| 77 \| \| \| 91 \| \| 10—14 \| 92 \| \| \| 89 \| \| 5—9 \| 66 \| \| \| 76 \| \| 0—4 \| 51 \| \| \| 44 \| \| Просек : \| 64 \| \| \| 10 \| |    |  |  |    |
| |    |  |  |    |
| | м  |  |  | ж  |
| ? | 2  |  |  | 5  |
| 80+ | 7  |  |  | 24 |
| 75—79 | 16 |  |  | 22 |
| 70—74 | 22 |  |  | 25 |
| 65—69 | 36 |  |  | 39 |
| 60—64 | 38 |  |  | 57 |
| 55—59 | 48 |  |  | 46 |
| 50—54 | 70 |  |  | 54 |
| 45—49 | 70 |  |  | 67 |
| 40—44 | 94 |  |  | 84 |
| 35—39 | 76 |  |  | 64 |
| 30—34 | 43 |  |  | 64 |
| 25—29 | 70 |  |  | 56 |
| 20—24 | 68 |  |  | 84 |
| 15—19 | 77 |  |  | 91 |
| 10—14 | 92 |  |  | 89 |
| 5—9 | 66 |  |  | 76 |
| 0—4 | 51 |  |  | 44 |
| Просек : | 64 |  |  | 10 |

| Број домаћинстава према пописима из периода 1948—2003. | Број домаћинстава према пописима из периода 1948—2003. | Број домаћинстава према пописима из периода 1948—2003. | Број домаћинстава према пописима из периода 1948—2003. | Број домаћинстава према пописима из периода 1948—2003. | Број домаћинстава према пописима из периода 1948—2003. | Број домаћинстава према пописима из периода 1948—2003. | Број домаћинстава према пописима из периода 1948—2003. |
| Година пописа                                          | 1948.                                                  | 1953.                                                  | 1961.                                                  | 1971.                                                  | 1981.                                                  | 1991.                                                  | 2003.                                                  |
| ------------------------------------------------------ | ------------------------------------------------------ | ------------------------------------------------------ | ------------------------------------------------------ | ------------------------------------------------------ | ------------------------------------------------------ | ------------------------------------------------------ | ------------------------------------------------------ |
| Број домаћинстава                                      | 29                                                     | 173                                                    | 193                                                    | 284                                                    | 405                                                    | 574                                                    | 579                                                    |

| Број домаћинстава по броју чланова према попису из 2003. | Број домаћинстава по броју чланова према попису из 2003. | Број домаћинстава по броју чланова према попису из 2003. | Број домаћинстава по броју чланова према попису из 2003. | Број домаћинстава по броју чланова према попису из 2003. | Број домаћинстава по броју чланова према попису из 2003. | Број домаћинстава по броју чланова према попису из 2003. | Број домаћинстава по броју чланова према попису из 2003. | Број домаћинстава по броју чланова према попису из 2003. | Број домаћинстава по броју чланова према попису из 2003. | Број домаћинстава по броју чланова према попису из 2003. | Број домаћинстава по броју чланова према попису из 2003. |
| Број чланова                                             | 1                                                        | 2                                                        | 3                                                        | 4                                                        | 5                                                        | 6                                                        | 7                                                        | 8                                                        | 9                                                        | 10 и више                                                | Просек                                                   |
| -------------------------------------------------------- | -------------------------------------------------------- | -------------------------------------------------------- | -------------------------------------------------------- | -------------------------------------------------------- | -------------------------------------------------------- | -------------------------------------------------------- | -------------------------------------------------------- | -------------------------------------------------------- | -------------------------------------------------------- | -------------------------------------------------------- | -------------------------------------------------------- |
| Број домаћинстава                                        | 579                                                      | 111                                                      | 83                                                       | 96                                                       | 137                                                      | 106                                                      | 32                                                       | 10                                                       | 4                                                        | 0                                                        | 0                                                        |

| Пол    | Укупно | Неожењен/Неудата | Ожењен/Удата | Удовац/Удовица | Разведен/Разведена | Непознато |
| ------ | ------ | ---------------- | ------------ | -------------- | ------------------ | --------- |
| Мушки  | 737    | 302              | 401          | 23             | 9                  | 2         |
| Женски | 782    | 264              | 407          | 92             | 18                 | 1         |
| УКУПНО | 1.519  | 566              | 808          | 115            | 27                 | 3         |

| Пол    | Укупно                    | Пољопривреда, лов и шумарство | Рибарство                            | Вађење руде и камена | Прерађивачка индустрија       |
| ------ | ------------------------- | ----------------------------- | ------------------------------------ | -------------------- | ----------------------------- |
| Мушки  | 340                       | 42                            | 2                                    | 0                    | 13                            |
| Женски | 252                       | 13                            | 0                                    | 0                    | 6                             |
| Укупно | 592                       | 55                            | 2                                    | 0                    | 19                            |
|        |                           |                               |                                      |                      |                               |
| Пол    | Производња и снабдевање   | Грађевинарство                | Трговина                             | Хотели и ресторани   | Саобраћај, складиштење и везе |
| Мушки  | 25                        | 6                             | 24                                   | 23                   | 21                            |
| Женски | 8                         | 0                             | 46                                   | 29                   | 4                             |
| Укупно | 33                        | 6                             | 70                                   | 52                   | 25                            |
|        |                           |                               |                                      |                      |                               |
| Пол    | Финансијско посредовање   | Некретнине                    | Државна управа и одбрана             | Образовање           | Здравствени и социјални рад   |
| Мушки  | 7                         | 3                             | 83                                   | 23                   | 11                            |
| Женски | 5                         | 0                             | 51                                   | 18                   | 17                            |
| Укупно | 12                        | 3                             | 134                                  | 41                   | 28                            |
|        |                           |                               |                                      |                      |                               |
| Пол    | Остале услужне активности | Приватна домаћинства          | Екстериторијалне организације и тела | Непознато            | Непознато                     |
| Мушки  | 53                        | 0                             | 0                                    | 4                    | 4                             |
| Женски | 55                        | 0                             | 0                                    | 0                    | 0                             |
| Укупно | 108                       | 0                             | 0                                    | 4                    | 4                             |

## Познате личности
- Јелена Шаулић, учитељица, борац, учесница Топличког устанка и комита у Црној Гори током Првог Свјетског Рата
- Душан Обрадовић, народни херој Југославије
- Јован Ћоровић, народни херој Југославије
- Веселин Шљиванчанин, официр Југословенске Народне Армије и Војске Југославије, један од команданата српских снага у бици за Вуковар (1992)
- Милан Роћен, црногорски политичар, дипломата и политиколог
- Владимир Шипчић, српски четнички командант, предводио групу четника у борбама још 12 година након Другог Свјетског Рата
- Божидар Жугић, поручник Југословенске војске, учесник Априлског рата и носилац Златне медаље за храброст "Милош Обилић"

## Партнерски градови
Жабљак је побратимљен са сљедећим градовима:
- Сујнинг, Кина
- Врњачка Бања, Србија
- Делнице, Хрватска

## Галерија
- Поглед на Жабљак са врха Савин Кук(2313м)
- Центар Жабљака
- Хотел у Жабљаку
- Улица у Жабљаку
- Црква Преображења Господњег на Жабљаку